# Strand-Wegerich
Der Strand-Wegerich (Plantago maritima) ist eine Pflanzenart aus der Gattung der Wegeriche (Plantago) innerhalb der Familie der Wegerichgewächse (Plantaginaceae). Er kommt hauptsächlich auf der Nordhalbkugel an salzhaltigen Stellen vor.

## Trivialnamen
Andere Trivialnamen sind oder waren Andel (Jever), Rueller (Ostfriesland), Qeige (Holland), Röttnsteert (Ostfriesland), Sodder (Nordfriesland) und Sud (Holstein).

## Beschreibung

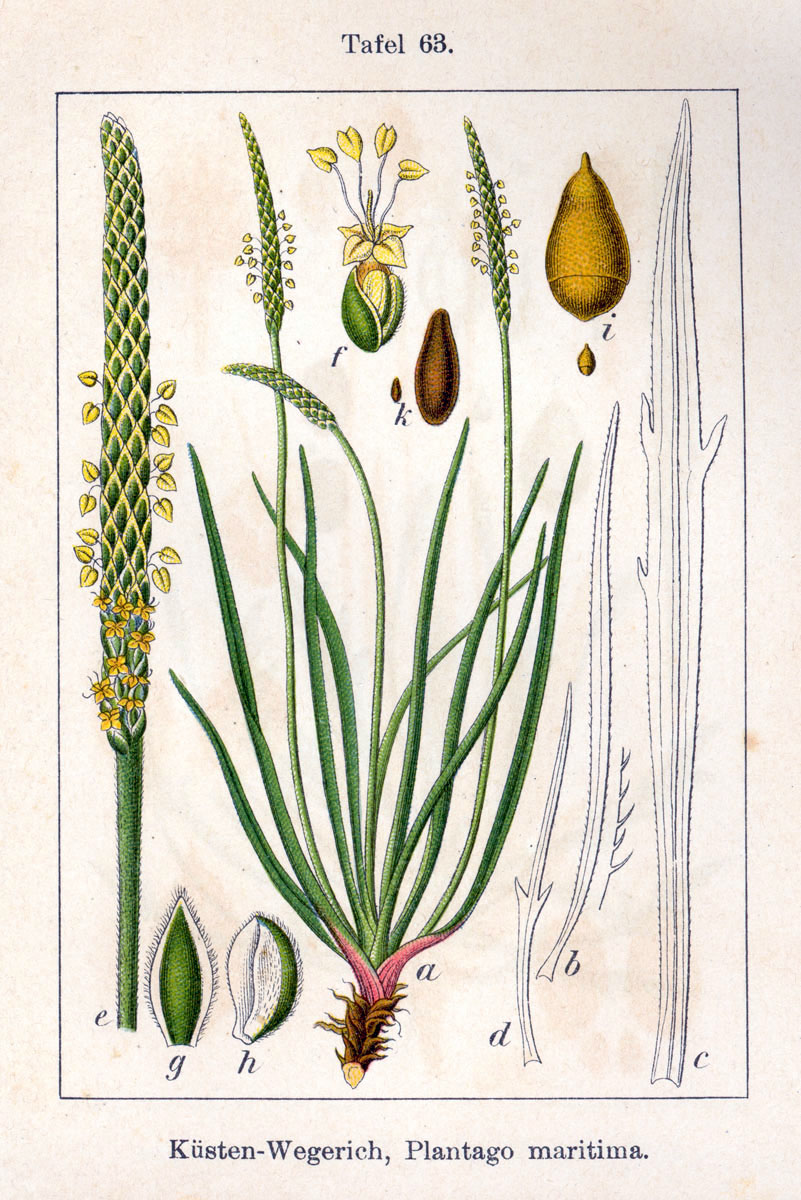
Strand-Wegerich (Plantago maritima), Illustration

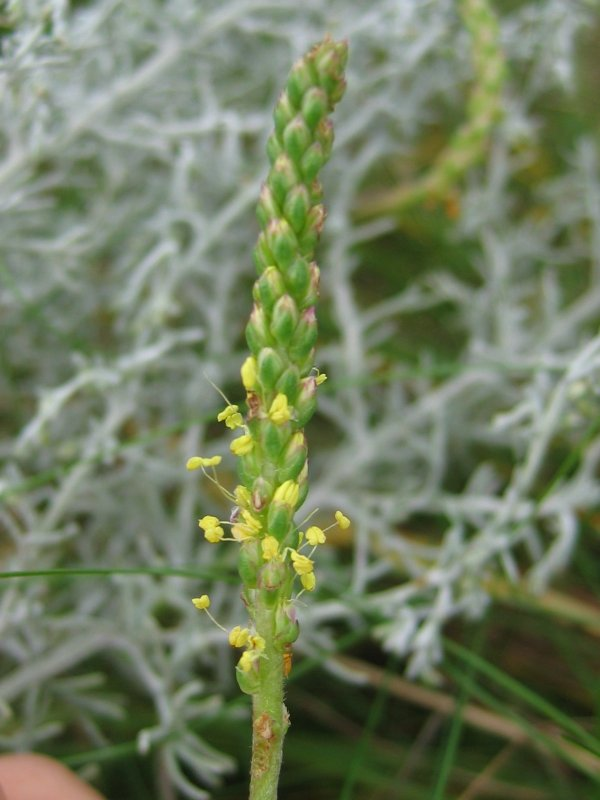
Plantago maritima, Blütenstand

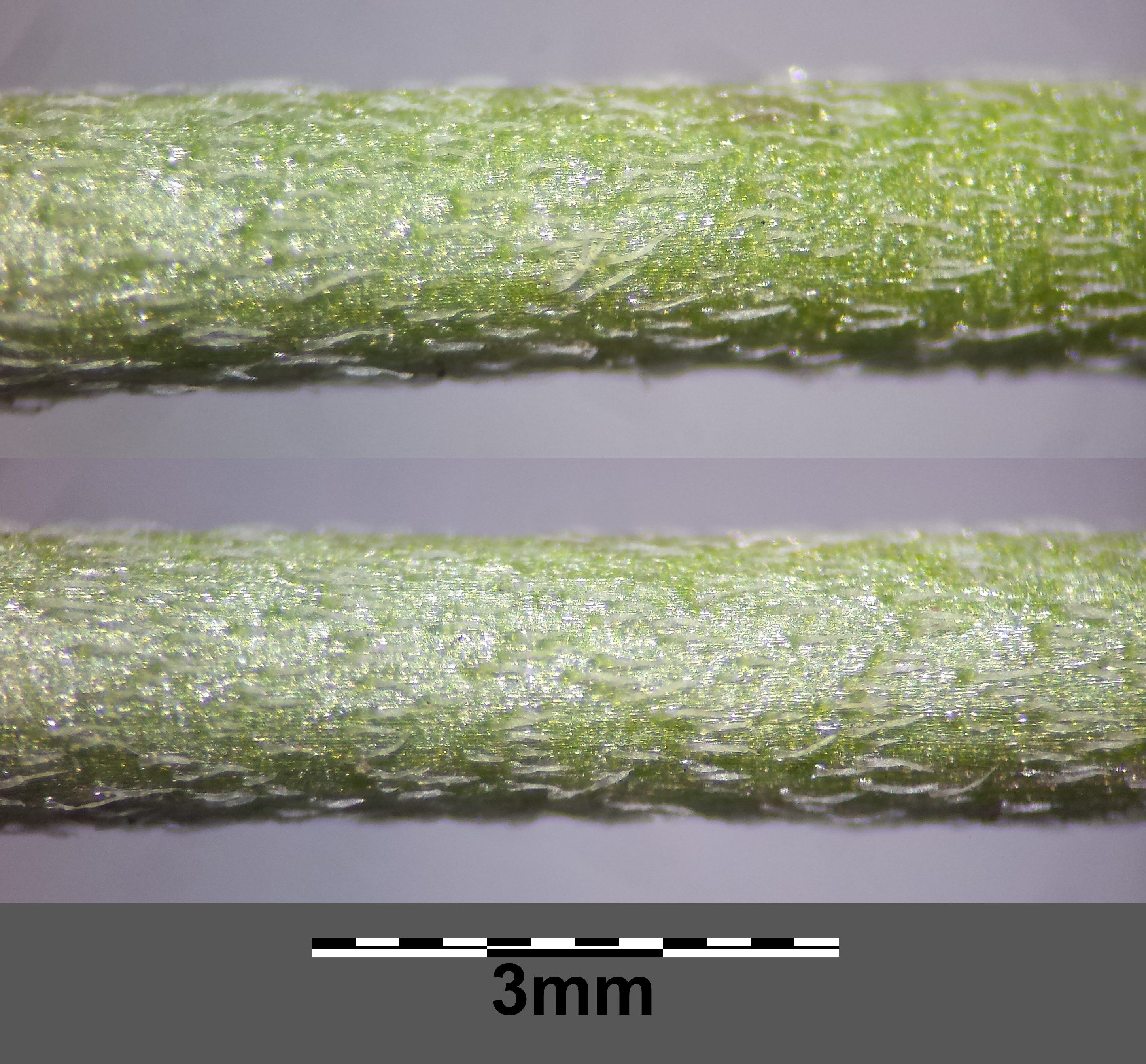
Der Schaft ist anliegend behaart.

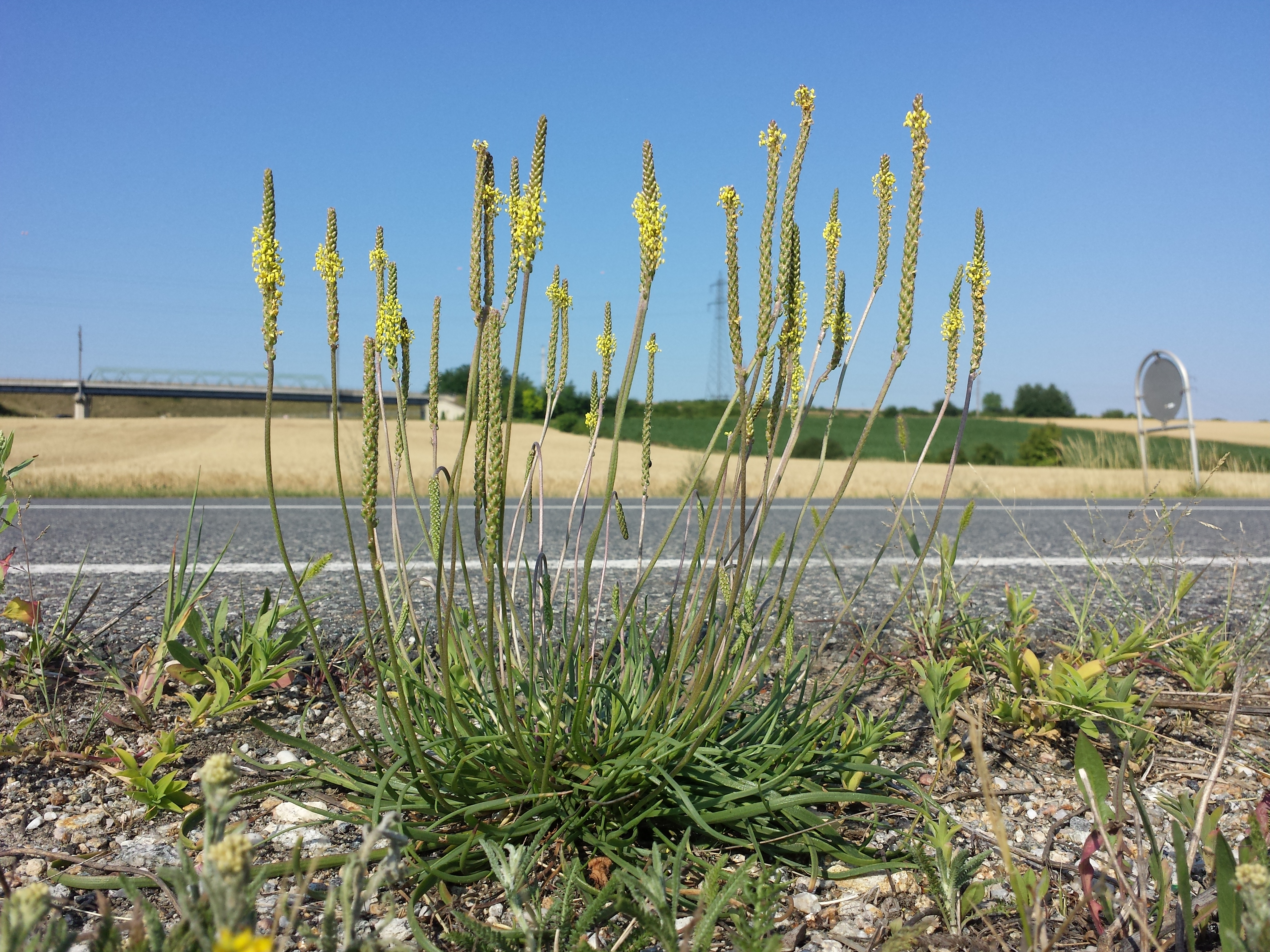
Vorkommen auf einem Streusalz-behandelten Straßenbankett in Niederösterreich

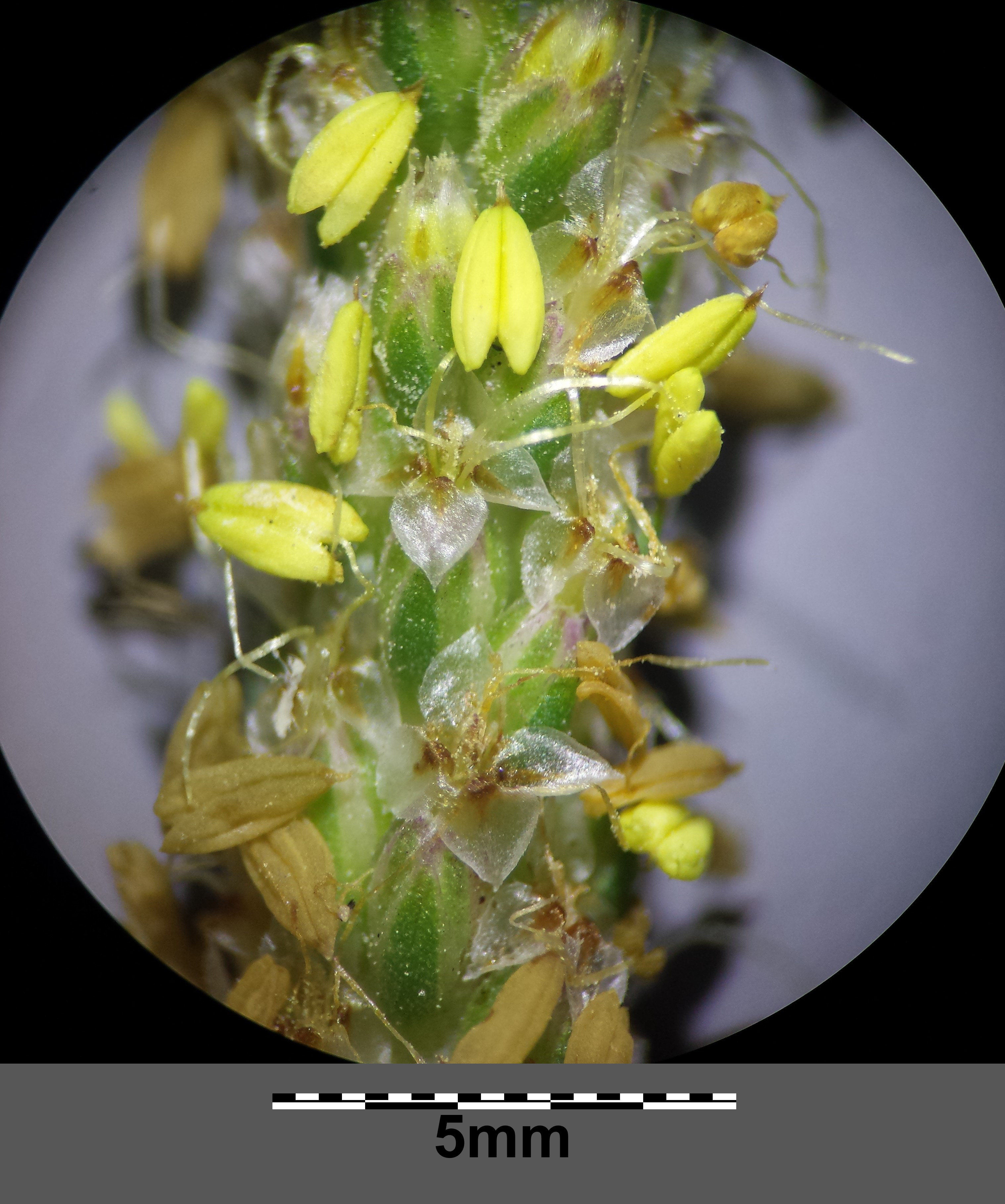
Blütenstand

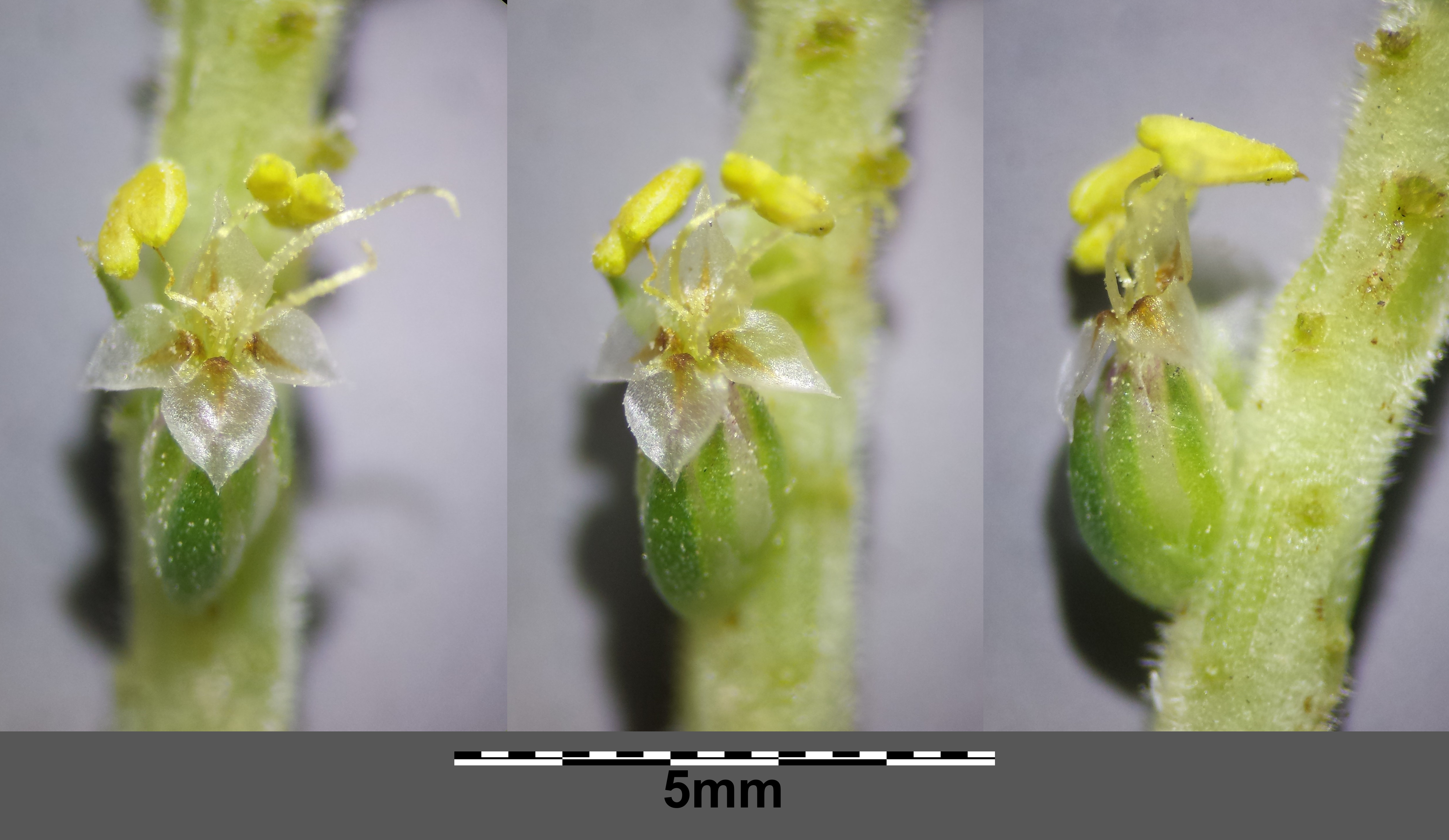
Einzelne Blüte

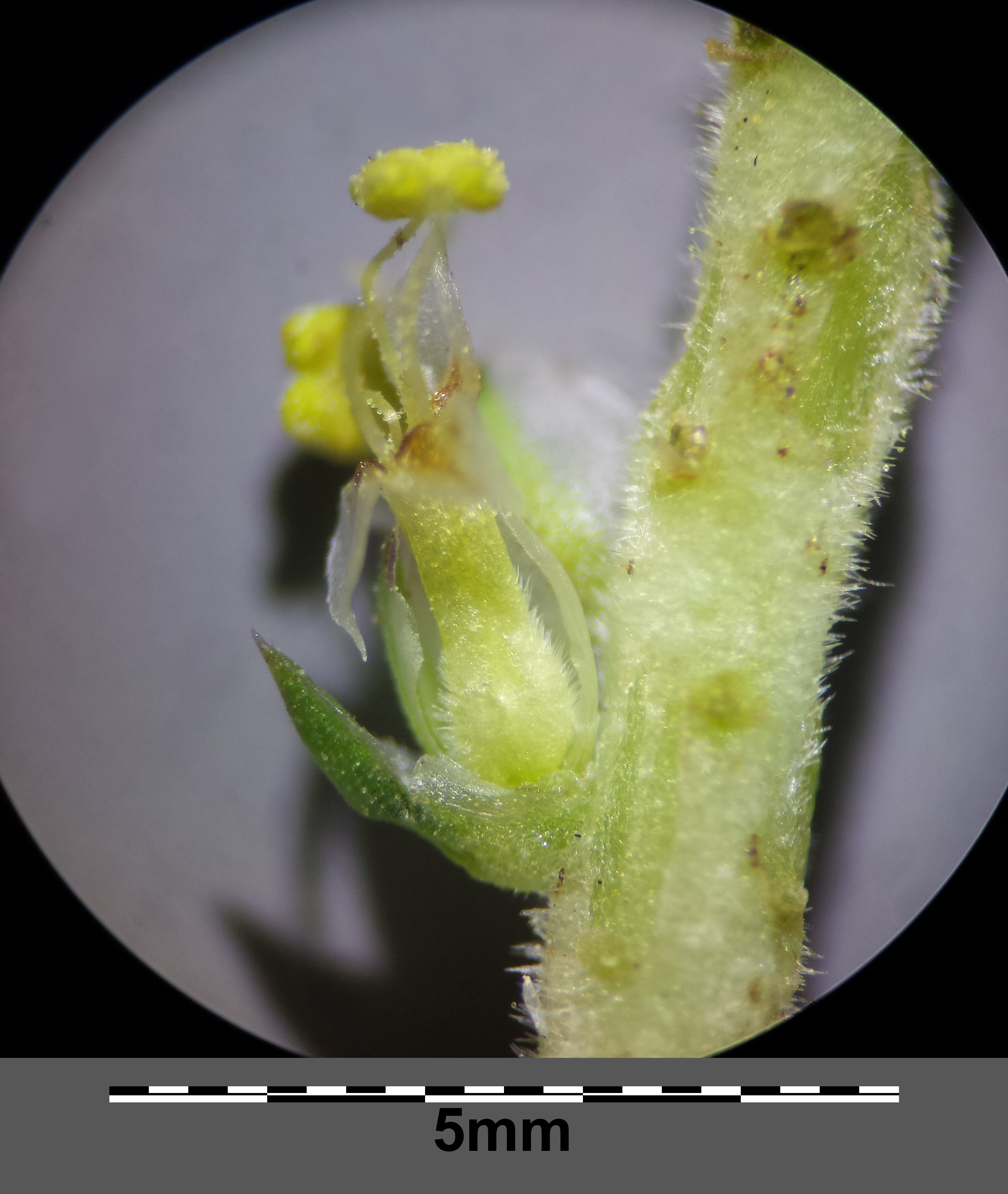
Blüte, Kelchblätter vorne entfernt. Die Kronröhre ist behaart.

Beim Strand-Wegerich handelt es sich um eine sommergrüne, ausdauernde krautige Pflanze, die Wuchshöhen von 15 bis 40 cm erreicht. Sie wächst rosettenartig und bildet zur Blütezeit einen empor gehobenen, ährigen Blütenstand aus. Die fleischig verdickten, graugrün gefärbten Rosettenblätter sind linealisch bis lanzettlich geformt. Sie sind unbehaart und nur selten leicht gesägt. Die Blätter werden oft länger als 10 cm, sind jedoch im Vergleich zu anderen Wegerich-Arten nur etwa 2 bis 6 mm breit. Anfangs sind sie oberseits rinnig und unten gekielt, später sind sie dann flach und weisen drei bis fünf parallele Nerven auf. Die kleinen, reduzierten, gelb-bräunlich gefärbten Einzelblüten stehen in wenigen, dichten Ähren, die 3 bis 10 cm lang werden können und stets um einiges kürzer als der Ährenstiel sind. Die Kronblätter einer jeden Einzelblüte bilden bräunliche Kronlappen aus. Die vorderen eiförmig geformten Kelchblätter erscheinen stumpf abgerundet und sind etwa 2 bis 2,3 mm lang. Sowohl die Deck- als auch die Kelchblätter sind meist kurz bewimpert. Der Strand-Wegerich bildet zudem einen kurz gestauchten, pleiokormen Wurzelstock aus, der mit schuppenförmigen Resten der wollhaarigen Blattscheiden versehen ist. Der Strand-Wegerich blüht zwischen Juli und Oktober.

## Ökologie
Es haben sich folgende Anpassungen an den Salzstandort entwickelt: Die Sukkulenz der Blätter mit Ablagerungen des Salzes in großen Vakuolen, frühzeitiger Abwurf der ältesten Blätter, in denen das Salz angereichert ist, Anreicherung des Zuckeralkohols Sorbit im Zytoplasma als osmotisches Gegengewicht zur hohen Salzkonzentration in den Vakuolen. Trotz dieser Anpassungen ist die Pflanze nur ein fakultativer Halophyt mit einem Optimum des Wachstums bei geringem oder fehlendem Salzgehalt.
Insgesamt sollen 26 verschiedene Insektenarten an der Pflanze leben, darunter der Rüsselkäfer Mecinus collaris. Keimende Strand-Wegeriche sind im Frühjahr eine wichtige Nahrung für Ringelgänse.

## Vorkommen
Der Strand-Wegerich ist in Eurasien weitverbreitet. Darüber hinaus kommt er in Nord- (Kanada, nördliche USA) und Südamerika (südliches Argentinien und Chile) vor.
Der Strand-Wegerich ist eine Charakterart der Salzwiesen und Strandgesellschaften der Nord- und Ostseeküste, er kommt jedoch auch an salzbeeinflussten Ruderalstellen im Binnenland vor. Die Pflanze ist einer der wichtigsten Vertreter der Trittflora. Selten wurde der Strand-Wegerich auch schon auf Calciumsulfat-haltigen Böden (Gips) gefunden. An den Küsten ist er relativ verbreitet. Im Binnenland ist er dagegen recht selten. In Brandenburg, Rheinland-Pfalz und Bayern gilt er als verschollen. In einigen Bundesländern steht er auf der Roten Liste der Gefäßpflanzen, da seine Bestände dort vor allem durch menschlichen Einfluss bedroht sind. Er ist eine Charakterart der Salzwiesen (Klasse Asteretea-tripolii).

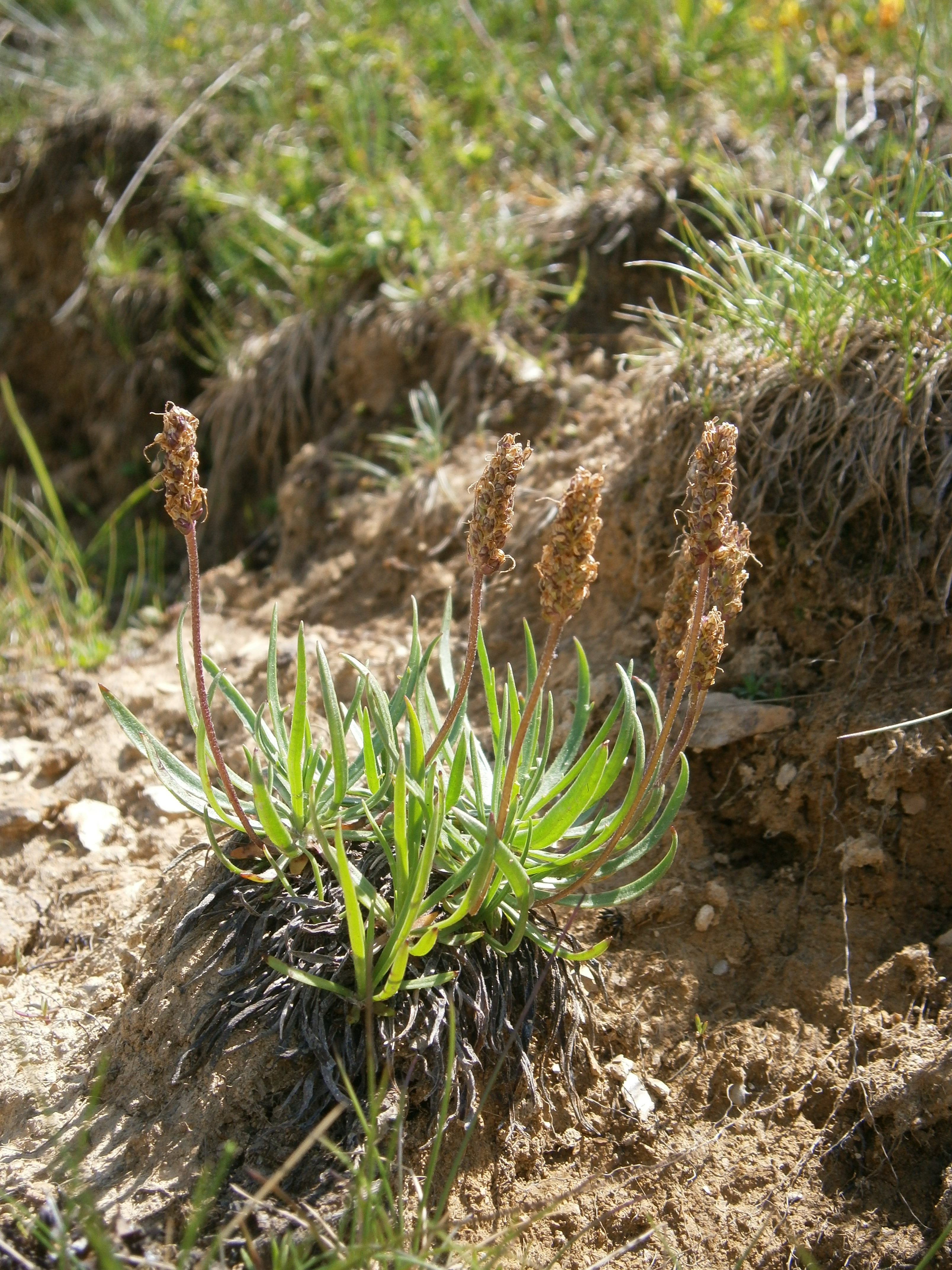
Alpen-Wegerich (Plantago alpina)

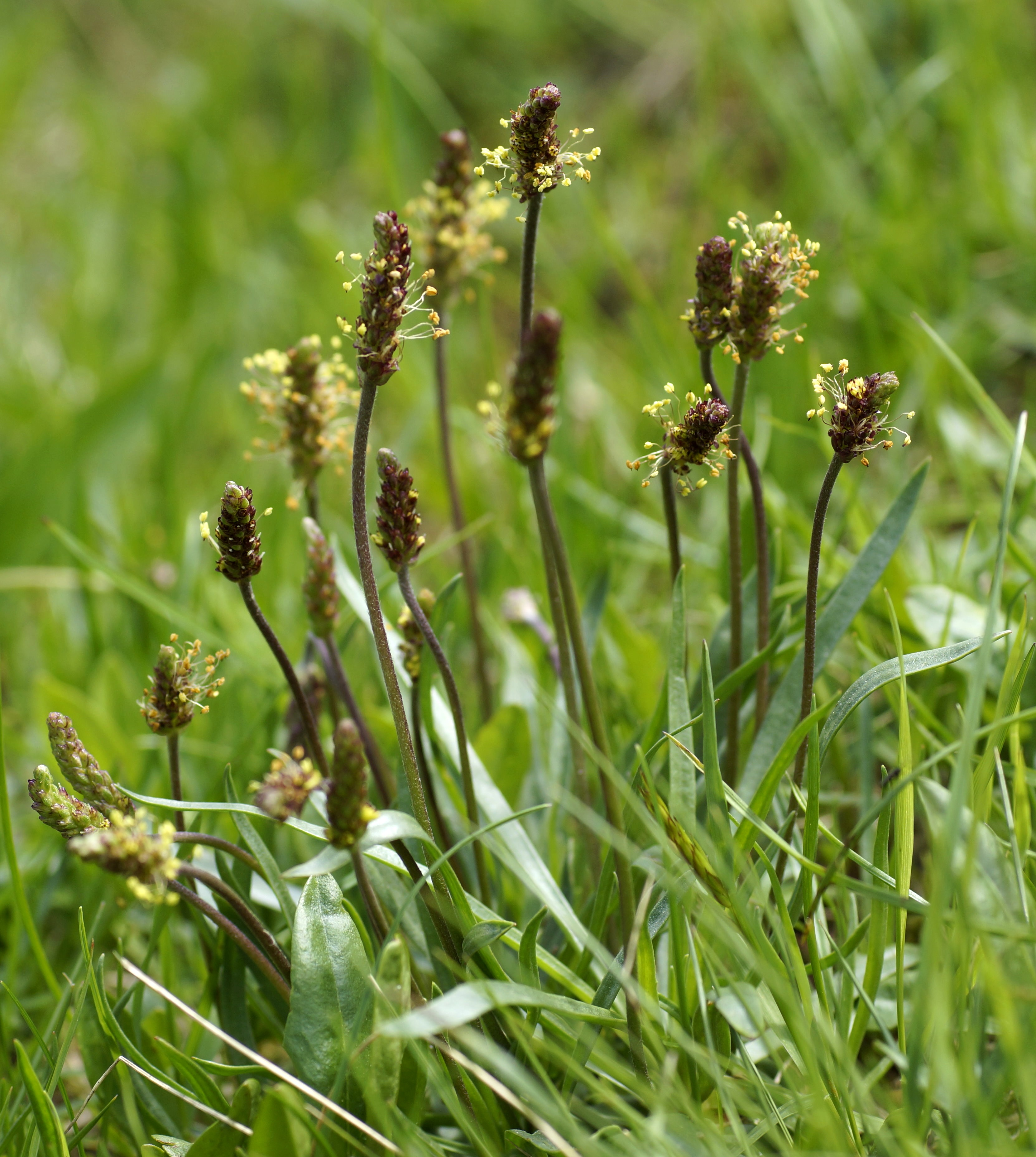
Alpen-Wegerich (Plantago alpina)

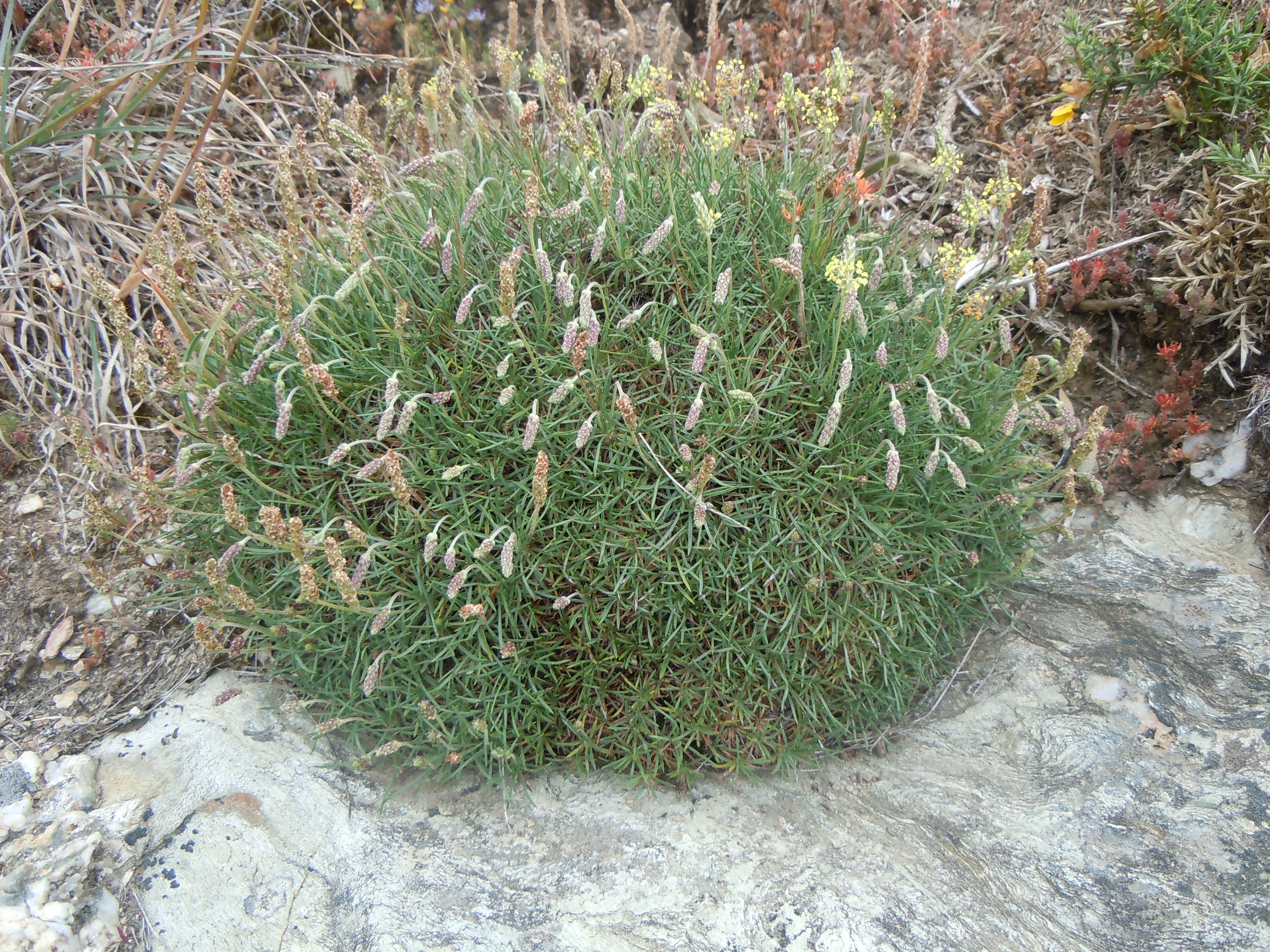
Kiel-Wegerich (Plantago holosteum)

## Systematik und Kleinarten
Die Erstveröffentlichung von Plantago maritima erfolgte 1753 durch Carl von Linné in Species Plantarum, Tomus I, S. 114.
Mehrere Kleinarten wie zum Beispiel der Schlangen-Wegerich (Plantago serpentina), der Kiel-Wegerich (Plantago holosteum) und der Alpen-Wegerich (Plantago alpina) wurden von manchen Autoren zu der Sammelart Plantago maritima agg. zusammengefasst.
Der Alpenwegerich (Plantago alpina L.) findet sich auf kalkarmen, humos-steinigen Lehmboden in alpinen Lagen. Er findet sich in den Zentralalpen in Höhenlagen von 1000 bis 2500 Metern. Er ist eine Charakterart des Nardion-Verbands. Der Alpen-Wegerich ist insgesamt kleiner (5 bis 15 cm hoch) und die Ähren werden nur 1,5 bis 3 cm lang. Die Tragblätter sind spitz aber grannenlos. Die Pflanzen blühen etwas früher, nämlich von April bis August. Ihr Verbreitungsgebiet reicht von Spanien über die Alpen bis zum früheren Jugoslawien. In den Allgäuer Alpen steigt es bis zu einer Höhenlage von 2350 Metern auf.
Die ökologischen Zeigerwerte nach Landolt et al. 2010 sind in der Schweiz: Feuchtezahl F = 3 (mäßig feucht), Lichtzahl L = 4 (hell), Reaktionszahl R = 2 (sauer), Temperaturzahl T = 1+ (unter-alpin, supra-subalpin und ober-subalpin), Nährstoffzahl N = 2 (nährstoffarm), Kontinentalitätszahl K = 3 (subozeanisch bis subkontinental).
Der Schlangen-Wegerich (Plantago serpentina All., Syn.: Plantago strictissima L.) hat fleischige, flache, rundlich bewimperte Laubblätter und findet sich auf Serpentin oder über basischem Gestein in den Alpen und im Schweizer Jura. Er ist eine Charakterart des Verbands Sedo-Scleranthion. Sein Verbreitungsgebiet reicht von Mitteleuropa bis Südeuropa und Südosteuropa. Bei dieser Art wird die Blütenähre zwischen 4 und 12 cm lang.
Die ökologischen Zeigerwerte nach Landolt et al. 2010 sind in der Schweiz: Feuchtezahl F = 2 (mäßig trocken), Lichtzahl L = 4 (hell), Reaktionszahl R = 3 (schwach sauer bis neutral), Temperaturzahl T = 2+ (unter-subalpin und ober-montan), Nährstoffzahl N = 2 (nährstoffarm), Kontinentalitätszahl K = 4 (subkontinental).
Der Kiel-Wegerich (Plantago holosteum Scop.; Syn.: Plantago carinata Mert. & W.D.J.Koch) hat gekielte Blätter, die am Rand schütter gewimpert sind. An der Oberseite sind sie flach furchig. Die Art findet sich in den Alpen selten vom Gardasee bis Hochschwab. Das Verbreitungsgebiet reicht aber von Spanien bis Bulgarien, die Ägäis, die Türkei und Vorderasien.
Karol Marhold 2011 hält ebenfalls die Arten Plantago alpina und Plantago holosteum für eigenständige Arten, wertet aber Plantago serpentina als eine Unterart von Plantago maritima. Nach Marhold 2011 gibt es von Plantago maritima folgende Unterarten:
- Plantago maritima L. subsp. maritima: Sie kommt von Europa bis Westasien, zur Mongolei, Sibirien und in Nordwestafrika vor.[6]
- Plantago maritima subsp. borealis (Lange) Blytt & Dahl (Syn.: Plantago borealis Lange): Sie kommt in Island und in Russland vor.[9]
- Plantago maritima subsp. ciliata Printz: Sie kommt in Tschechien, in der Slowakei, der Ukraine, in Russland und in Moldawien vor.[9]
- Plantago maritima subsp. juncoides (Lam.) Hultén (Syn.: Plantago juncoides Lam.): Sie kommt in Norwegen, Schweden und in Finnland vor.[9]
- Plantago maritima subsp. serpentina (All.) Arcang.: Sie kommt in Spanien, Frankreich, Italien, Österreich und in der Schweiz vor.[6]
- Plantago maritima subsp. subpolaris (Andrejev) Tzvelev: Sie kommt im nördlichen europäischen Russland vor.[9]

## Verwendung
Die jungen vegetativen Pflanzenteile von Plantago maritima können roh oder gekocht verzehrt werden. Besonders auf den Halligen, wo man den Strand-Wegerich auch unter der Bezeichnung Suden kennt, werden die Blätter wegen ihres hohen Anteils an Vitamin A geschätzt und traditionell als Gemüse oder Salat zubereitet.